# Hochschule Konstanz Technik, Wirtschaft und Gestaltung

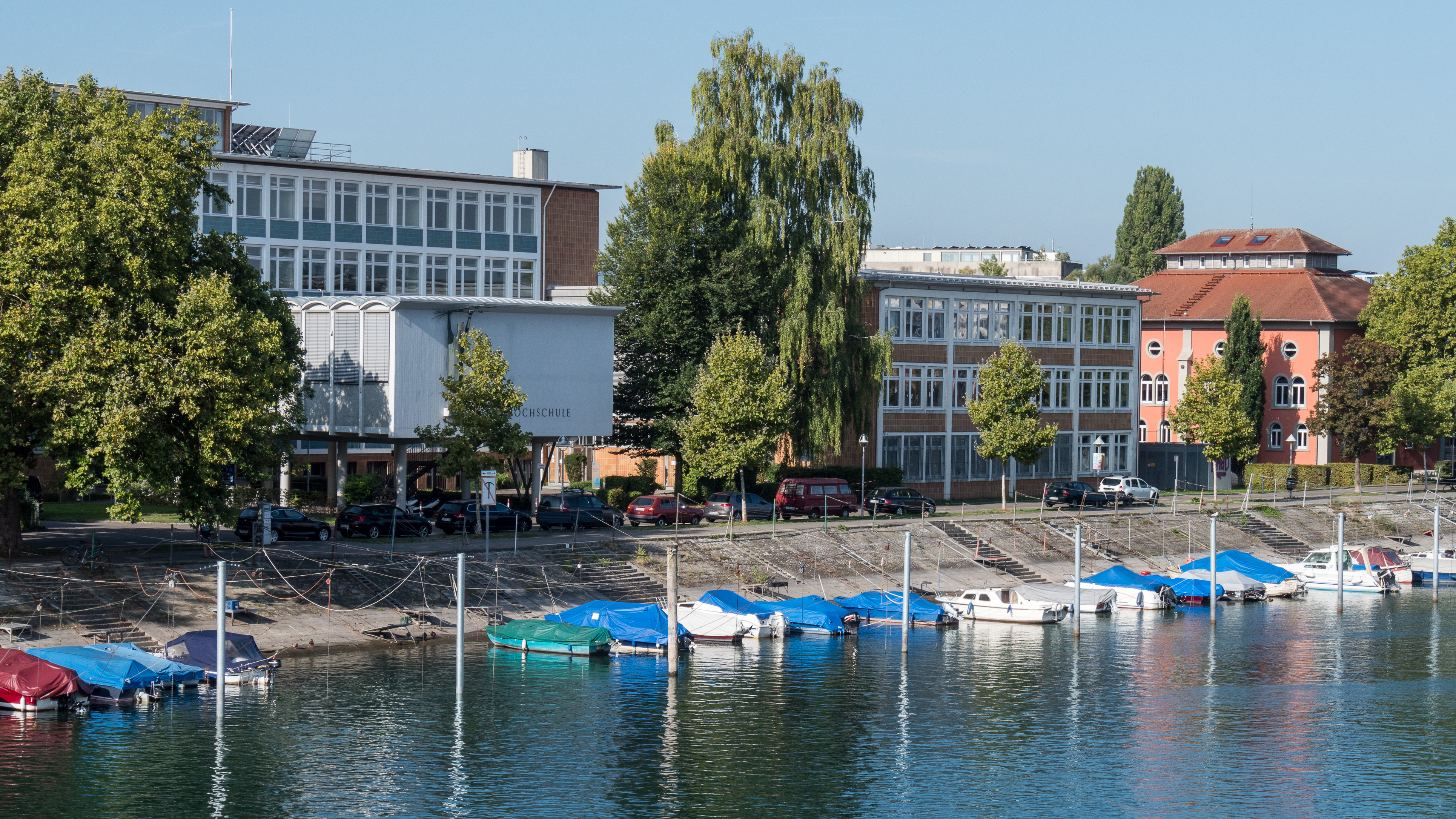
Gebäude der „Hochschule Konstanz“ am Rhein

Die Hochschule Konstanz Technik, Wirtschaft und Gestaltung (kurz HTWG Konstanz) ist eine Fachhochschule in Konstanz (Baden-Württemberg). Ihr internationaler Name ist Konstanz University of Applied Sciences. Die HTWG gehört zum Wissenschaftsverbund Vierländerregion Bodensee. Sie ist Gründungsmitglied im 2022 errichteten Promotionsverband der Hochschulen für angewandte Wissenschaften Baden-Württemberg. Mit ihrem Campus am Seerhein, im Konstanzer Stadtteil Paradies ist die HTWG Konstanz die einzige linksrheinische Hochschule Baden-Württembergs.

## Geschichte
Die Hochschule hat ihren Vorläufer in dem 1906 gegründeten „Technikum Konstanz“. Diese vom Ingenieur Alfred Wachtel gegründete private höhere technische Lehranstalt mit anfangs 28 Studenten und vier Dozenten begann mit den drei Fachabteilungen Ingenieurschule, Technikerschule und Schule für Werkmeister. Sie nahm ihren Betrieb zunächst in der Hussenstraße 17 in der Konstanzer Altstadt mit einem Lehrangebot in Elektrotechnik und Maschinenbau auf, das ein Jahr später um Hoch- und Tiefbau erweitert wurde.
1911 wurde ein neues Gebäude am Rheinufer bezogen, 1922 das Fach Hoch- und Tiefbau wieder aufgegeben. 1934 erfolgt die staatliche Anerkennung und 1938 die Verstaatlichung der Schule und Umbenennung in „Staatliche Ingenieurschule Konstanz“. Nach dem Ende des Zweiten Weltkrieges wurde die Ingenieurschule von der französische Militärverwaltung 1945 zunächst geschlossen, Anfang 1946 startete der Lehrbetrieb unter dem Namen „Staatstechnikum Konstanz“ wieder. 1954 wurde ein neues Gebäude an der Rheingutstraße bezogen, 1959 folgte ein weiterer Neubau am Webersteig.
1961 ging die Schule mit ihrem alten Namen „Staatliche Ingenieurschule Konstanz“ in die alleinige Trägerschaft des Landes Baden-Württemberg über. 1965 wurde ein Rechenzentrum gegründet, dass 1966 in einem weiteren Neubau in der Löhrystraße (heute in diesem Abschnitt: Paul-und-Gretel-Dietrich-Straße) Platz fand. 1971 erfolgte die Umbenennung in „Fachhochschule Konstanz“, 1995 wurden weitere Neubauten bezogen: einerseits ein Lehr- und Forschungsgebäude im Innenbereich zwischen Rheingutstraße und Alfred-Wachtel-Straße, andererseits eine neue Mensa zwischen Alfred-Wachtel-Straße und dem Seerhein. 1997 fand die Bibliothek eine neue Unterkunft im ehemaligen Schlachthof, direkt neben dem heutigen Mensagebäude.
2005 erfolgte schließlich die bis heute letzte Umbenennung, die Hochschule heißt jetzt Hochschule Konstanz Technik, Wirtschaft und Gestaltung. 2016 wurden weitere Neubauten am Seerhein bezogen.

## Hochschule Konstanz Technik, Wirtschaft und Gestaltung
Die Hochschule wurde durch die Fachbereiche Architektur, Bauingenieurwesen, Betriebs- und Fertigungstechnik, Konstruktions- und Verfahrenstechnik, Maschinenbau, Elektrotechnik, Energietechnik, Nachrichtentechnik, Informatik, Naturwissenschaftliche Grundlagen und Sozialwissenschaften sukzessive ausgebaut. Die Studentenzahl stieg von 1.012 im Jahr 1971 bis auf rund 4.800 im Jahr 2021.
Die überregional anerkannte Bodensee-Kunstschule Konstanz (BKK) wurde 1985 als Institut für Kommunikationsdesign an der Fachhochschule Konstanz eingegliedert. 1995 erfolgte die Integration als Studiengang Kommunikationsdesign in den Fachbereich Architektur und Gestaltung. 1986 wurden das Forschungs- und Transferinstitut Institut für Innovation und Transfer (IIT) sowie die Technischen Akademie Konstanz e. V. gegründet. 1992 erfolgte die Gründung des Studienzentrum Schloss Langenrain (heute: Studienzentrum Villa Rheinburg) sowie der Zentralstelle für Forschung, Weiterbildung und Öffentlichkeitsarbeit (derzeit: Zentralstelle für Weiterbildung, Öffentlichkeitsarbeit, Lehre und Forschung – ZWÖLF).
In den Jahren 1995 bis 2000 erfolgte ein strategischer Schub der Hochschule mit zahlreichen Umstrukturierungen und baulichen Erweiterungen. 2000 wurde infolge gesetzlicher Bestimmungen der Hochschulrat als höchstes Organ der Hochschule bestimmt. Bachelor- und Master-Abschlüsse wurden flächendeckend eingeführt. 2004 wurde die Hochschule als beste deutsche Hochschule in Sachen Weiterbildung durch den Stifterverband für die Deutsche Wissenschaft ausgezeichnet. 2005 wurde sie mit dem baden-württembergischen Landesforschungspreis ausgezeichnet – als erste Landes-Fachhochschule überhaupt. 2004 feierte der Verband der Freunde, Förderer und Absolventen sein fünfzigjähriges Bestehen. Der Verband hat sich Ende 2006 in Fördergesellschaft der Hochschule Konstanz umbenannt.
In den Jahren 2009, 2010 und 2011 belegte die Bibliothek der Hochschule jeweils den 1. Rang im bundesweiten Bibliotheksindex BIX.
Die Hochschule Konstanz hat partnerschaftliche Kontakte zu zahlreichen Hochschulen und Universitäten in aller Welt. Sie gehörte zum Verbund Internationale Bodensee-Hochschule und nun zu dessen Nachfolger Wissenschaftsverbund Vierländerregion Bodensee.
Das Studienkolleg der Hochschule Konstanz ist als Zentralstelle für die Zeugnisanerkennung aller ausländischen Studienbewerber an Hochschulen in Baden-Württemberg zuständig. Außerdem bietet das Studienkolleg Vorbereitungskurse auf die für eine Studienzulassung erforderliche Feststellungsprüfung an.
Im Februar 2022 richtete die HTWG eine Außenstelle in Singen am Hohentwiel mit einem Reallabor ein; Ziel ist es Studenten und Industrie zusammenzubringen.

## Fakultäten

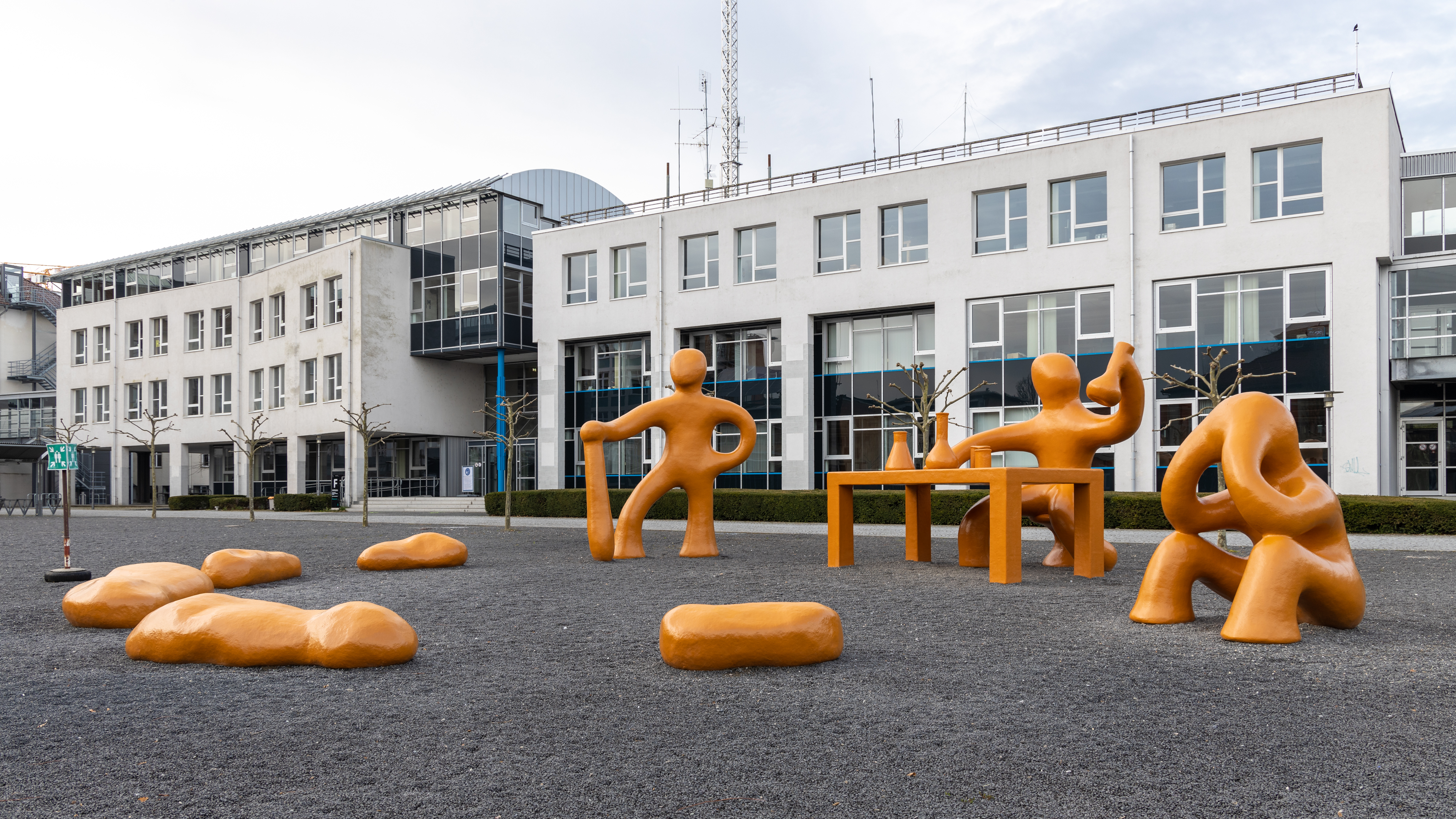
Gebäude F und Figuren des Künstlers Joep van Lieshout.

Die Hochschule hat derzeit folgende Fakultäten:
- Architektur und Gestaltung
- Bauingenieurwesen
- Elektrotechnik und Informationstechnik
- Informatik
- Maschinenbau
- Wirtschafts-, Kultur- und Rechtswissenschaften

### Bachelorstudiengänge
- Angewandte Informatik (ehemals: Software Engineering und Technische Informatik)
- Architektur
- Asien Studies and Management – China (ehemals: Wirtschaftssprachen Asien und Management – China)
- Asien Studies and Management – Southeast and South Asia (ehemals: Wirtschaftssprachen Asien und Management – Südost- und Südasien)
- Automobilinformationstechnik
- Bauingenieurwesen
- Betriebswirtschaftslehre
- Elektrotechnik und Informationstechnik
- Gesundheitsinformatik
- Intelligente Mobilitätssysteme
- Internationales Wirtschaftsingenieurwesen
- Kommunikationsdesign
- Maschinenbau (ehemals: Maschinenbau – Konstruktion und Entwicklung, Maschinenbau – Entwicklung und Produktion)
- Sustainable Engineering and Future Technologies (englischsprachig)
- Umwelttechnik und Ressourcenmanagement
- Verfahrens- und Umwelttechnik
- Wirtschaftsinformatik
- Wirtschaftsingenieurwesen Bau
- Wirtschaftsingenieurwesen Elektro- und Informationstechnik
- Wirtschaftsingenieurwesen Maschinenbau
- Wirtschaftskommunikation, Management und Tourismus
- Wirtschaftsrecht
- Wirtschaftssprache Deutsch und Tourismusmanagement

### Masterstudiengänge
- Architektur
- Automotive Systems Engineering
- Bauingenieurwesen und Umweltingenieurwesen
- Business Information Technology
- Elektrische Systeme
- MBA General Management (berufsbegleitend)
- Industrial Engineering and Management (ehemals: Mechanical Engineering and International Sales Management)
- Informatik
- International Management Asia-Europe (ehemals: Internationales Management Asien)
- International Project Engineering
- Kommunikationsdesign
- Legal Management
- Mechatronik
- Systems Engineering (berufsbegleitend)
- Umwelt- und Verfahrenstechnik
- Unternehmensführung
- Wirtschaftsingenieurwesen Bau/Elektro- und Informationstechnik/Maschinenbau

## Persönlichkeiten und Alumni

### Bekannte Professoren
- Alfred Steinhart (1923–2015), Elektroingenieur sowie Wirtschafts- und Sozialwissenschaftler, Prorektor der FH Konstanz 1980 bis 1986
- Ernst Dotzauer (1924–2005), Professor an der Universität Karlsruhe (TH) und an der FH Konstanz, Gründungsleiter des Rechenzentrums der FH Konstanz
- Volker Friedrich (* 1961), Professor für Schreiben und Rhetorik, Herausgeber des wissenschaftlichen E-Journals „Sprache für die Form“, Landeslehrpreis Baden-Württemberg 2006.
- Christian Schaffrin (* 1944), Professor für Elektrische Messtechnik; Erfinder des weltweit ersten Solarbootes („Korona“) und des PV-Brennstoffzellenschiffs „Solgenia“
- Klaus Schreiner, Professor der Fakultät Maschinenbau für Verbrennungsmotoren, Mathematik sowie Kraft- und Arbeitsmaschinen, Landeslehrpreis Baden-Württemberg 2008
- Josef Wieland (* 1951), Wirtschaftsethiker, Landesforschungspreis Baden-Württemberg 2006, Max-Weber-Preis für Wirtschaftsethik 1998 für seine Habilitationsschrift „Ökonomische Organisation, Allokation und Status“, seit 2013 Direktor des „Leadership Excellence Instituts Zeppelin (LEIZ)“ an der Zeppelin Universität in Friedrichshafen.
- Jochen Rädeker (* 1967), renommierter Grafikdesigner und Sachbuchautor, Mitglied im Type Directors Club New York, dem D&AD London und dem Art Directors Club Deutschland, Gründer und Geschäftsführer der Agentur Strichpunkt
- Thilo Rothacker (* 1967), Illustrator, Comic-Künstler und Grafiker z. B. für The New York Times und Marvel Comics
- Eberhard Schlag, (* 1967), Architekt und Szenograf, Partner bei Atelier Brückner und seit 2010 Professor für Architektur und Design
- Andreas Schwarting (* 1966), Bauforscher und Grabungsarchitekt bei den deutschen Grabungen in Pergamon, Professor für Baugeschichte und Architekturtheorie
- Stephan Grüninger (* 1969), Wirtschaftswissenschaftler für Managerial Economics sowie Compliance & Integrity Advisory Services, Direktor des Konstanz Institut für Corporate Governance (KICG)
- Erdal Yalçin (* 1976), Professor für Internationale Wirtschaftsbeziehungen, zuvor stellvertretender Direktor des ifo Zentrums für Außenwirtschaft, ifo Institut, in München
- Eva-Maria Heinrich (* 1977), Kommunikationsdesignerin

### Bekannte Studenten/Absolventen
Michael Fürst war 2006 der Träger des Max-Weber-Preises für Wirtschaftsethik. Der mit 5.000 Euro dotierte Preis wurde vom Institut der Deutschen Wirtschaft Köln für seine Dissertation zu „Risiko Governance - Die Wahrnehmung und Steuerung moralökonomischer Risiken“ vergeben und ihm von Vizekanzler Franz Müntefering in der Berlin-Brandenburgischen Akademie der Wissenschaften überreicht.
- Martin Herrenknecht – Unternehmer, Herrenknecht AG

### Rektoren/Präsidenten
- Alfred Wachtel (1906–1938)
- Gerhart Wachtel (1938–1939)
- Werner Schloemann (1939–1945)
- Johann Venger (1945)
- Otto Tolle (1945–1946)
- Alwin Albrecht (1946–1958)
- Werner Schloemann (1958–1966)
- Adolf Habermann (1967–1973)
- Georg Schug (1973–1977)
- Norbert Luft (1977–1980)
- Olaf Harder (1980–2006)
- Kai Handel (2006–2014)
- Carsten Manz (2014–2020)
- Sabine Rein (seit 2020)[9]

### Ehrensenatoren der HTWG Konstanz
- Hans Dinger (1927–2010), Vorsitzender der Geschäftsführung der MTU München und Friedrichshafen von 1985 bis 1989 und Mitglied des Vorstandes der Daimler-Benz AG von 1986 bis 1989

## Preise der Hochschule
- Alfred-Wachtel-Preis (Leistungspreis der Hochschule)
- Rosel Rödelstab-Preis (Preis für soziales Engagement)
- DAAD-Preis (Leistungspreis für Ausländische Studierende)
- Preis der IHK Thurgau (Leistungspreis für den besten Schweizer Absolventen eines Jahrgangs der Hochschule)
- Luca-Pacioli–Preis (Preis für das beste Diplom im Studiengang BWL)
- Emma Herwegh-Preis (für außergewöhnliches Engagement im Studiengang BWL)
- Konstanzer Designpreis (für die beste Abschlussarbeit im Studiengang Kommunikationsdesign)

## Regionale Zusammenarbeit
Mit dem Handball-Zweitligisten HSG Konstanz besteht eine Kooperation zur Förderung des Spitzensports, in deren Rahmen exklusive Stipendien an junge, leistungswillige Talente vergeben werden.

## Sport
Die HTWG Konstanz kooperiert mit der Universität Konstanz im Bereich des Hochschulsportes. Eine gemeinsame Veranstaltung ist u. a. das internationale Sportturnier Eurokonstantia das seit 2006 jährlich auf dem Hochschulsportgelände stattfindet und bis zu 1200 Teilnehmer aus verschiedensten Länder hat.

## Fördergesellschaft der Hochschule Konstanz e. V.
Die Fördergesellschaft der Hochschule Konstanz e. V. (ehemals „Verband der Absolventen und Freunde der Fachhochschule Konstanz“ und „Verband der Absolventen und Freunde des Staatstechnikums Konstanz“) ist ein gemeinnütziger Verein mit dem Zweck die HTWG Konstanz, ihre Studierenden und Lehrenden zu unterstützen. Die Fördergesellschaft berät und fördert laut Satzung die Hochschule Konstanz und ihre Studierenden. Sie pflegt den Kontakt mit Behörden, Industrie und Wirtschaft zum Wohle der Hochschule und unterstützt die Verbindung der Absolventen zur Hochschule sowie den Technologietransfer und die Auftragsforschung an der Hochschule Konstanz. Insbesondere wird der Satzungszweck durch das Ausloben von Preisen, die Vergabe von Stipendien, die Förderung von Projekten, Initiativen, Abschlussarbeiten und Exkursionen sowie durch die Förderung von Studierenden bei persönlichen Härten verwirklicht. Die Fördergesellschaft wurde 1954 gegründet und hat sich seitdem kontinuierlich weiterentwickelt, um die Hochschule finanziell und ideell zu unterstützen. Sie fördert unter anderem soziale Projekte, technische Ausstattung und Forschung und vergibt jährlich den Alfred-Wachtel-Preis für besondere akademische Leistungen und den Rosel-Rödelstab-Preis für besonderes soziales Engagement. Im Jahr 2022 trug die Fördergesellschaft maßgeblich zur Gründung der Hochschule Konstanz Stiftung bei.